# سيزار مونتيليو
سيزار مونتيليو (بالإسبانية: César Montiglio)‏ هو لاعب كرة قدم أرجنتيني في مركز الوسط، ولد في 22 أغسطس 1984 في يربا بوينا في الأرجنتين. لعب مع أتليتيكو توكومان.